# OASIS
OASIS (англ. Organization for the Advancement of Structured Information Standards) — глобальный консорциум, который управляет разработкой, конвергенцией и принятием промышленных стандартов электронной коммерции в рамках международного информационного сообщества. Данный консорциум является лидером по количеству выпущенных стандартов, относящихся к веб-службам. Кроме этого, он занимается стандартизацией в области безопасности, электронной коммерции; также затрагивается общественный сектор и рынки узкоспециальной продукции. В OASIS входит свыше 5000 участников, представляющих более 600 различных организаций из 100 стран мира.

Логотип консорциума OASIS

Консорциум спонсируется ведущими корпорациями IT-индустрии, такими, как IBM, Novell, Oracle, Microsoft.